# Elias Stemeseder
Elias Stemeseder (Salzburg, 1 oktober 1990) is een Oostenrijkse jazzpianist van de modernjazz.

## Biografie
Stemeseder begon op 9-jarige leeftijd met het leren van klassieke piano. Hij begon te studeren aan de particuliere universiteit van Anton Bruckner, terwijl hij nog op school zat. Hij studeerde tot 2015 aan het Jazz Institute Berlin, sindsdien woont hij in New York. Naast zijn hoofdinstrument de piano, speelt hij ook synthesizers. Hij maakt deel uit van verschillende muzikale formaties, waaronder o.a. het Jim Black Trio, John Zorns Bagatelles, het Greg Cohen Quintet, Philipp Groppers Philm, Jim Blacks Malamute, Anna Webbers Percussive Mechanics, het Robert Landfermann Quintet en Y-OTIS (een project van de Zweedse saxofonist Otis Sandsjö). Soloconcerten leidden hem o.a. naar het Nuoro Jazz Festival, Haus der Berliner Festspiele, 12points Festival Dublin en Zuid-Tirol Jazz Festival. Stemeseder is de leider van een kwartet met Eldar Tsalikov, Igor Spallati en Ugo Alunni. In 2013 formeerde hij ook de band Eyebone samen met Nels Cline en Jim Black. In 2018 speelde hij ook in het kwartet van Joe McPhee (met Ken Filiano, Raf Vertessen).

## Discografie
- 2011: Jim Black: Somatic (Winter & Winter met Thomas Morgan)
- 2014: Anna Webber: Refraction (Pirouet)
- 2014: Philipp Gropper's Philm: The Madman of Naranam (WhyPlayJazz)
- 2016: Jim Black Trio: The Constant (Intakt Records met Thomas Morgan)
- 2018: Erik Leuthäuser: Wünschen (MPS)

- Bibliothèque nationale de France: cb16592413n (data)
- Gemeinsame Normdatei: 1033147923
- International Standard Name Identifier: 0000 0003 5665 0136
- Library of Congress Control Number: n2017026642
- MusicBrainz: 5cff1c1e-2cd9-423b-8c23-4154a96186de
- Nationale Bibliotheek van Tsjechië: xx0143687
- Système universitaire de documentation: 243823487
- Virtual International Authority File: 190473704
- WorldCat: E39PBJtGX9vvkjwkqtBGv6DH4q